# マジャル人のヨーロッパ侵攻
マジャル人のヨーロッパ侵攻 (ハンガリー語: kalandozások, ドイツ語: Ungarneinfälle) では、9世紀から10世紀にかけてマジャル人（ハンガリー人）が大陸ヨーロッパ各地を蹂躙した諸遠征について述べる。この時代、ヨーロッパの大部分を支配していたカロリング帝国およびその後継諸国は、東のマジャル人、北のヴァイキング、南のアラブ人という三方の強力な敵の侵攻に苦しめられた。
9世紀の終わりにパンノニア平原を征服したマジャル人は、西方の旧フランク王国の領域や南方の東ローマ帝国に何度も侵攻した。西方への遠征では数々の勝利をおさめ、イベリア半島や大西洋岸、イタリア半島南端まで至る広範な地域を蹂躙したが、955年のレヒフェルトの戦いで東フランク王国に決定的敗北を喫した。これは東フランク王国が神聖ローマ帝国となり、西欧の秩序が大きく変化するきっかけにもなった。その後も東ローマ帝国への侵入は続いた。次第にカルパチア盆地に落ち着いてカトリックを受容したマジャル人は、1000年にハンガリー王国を建国した。

## 歴史

### 「ハンガリー」征服以前（9世紀）

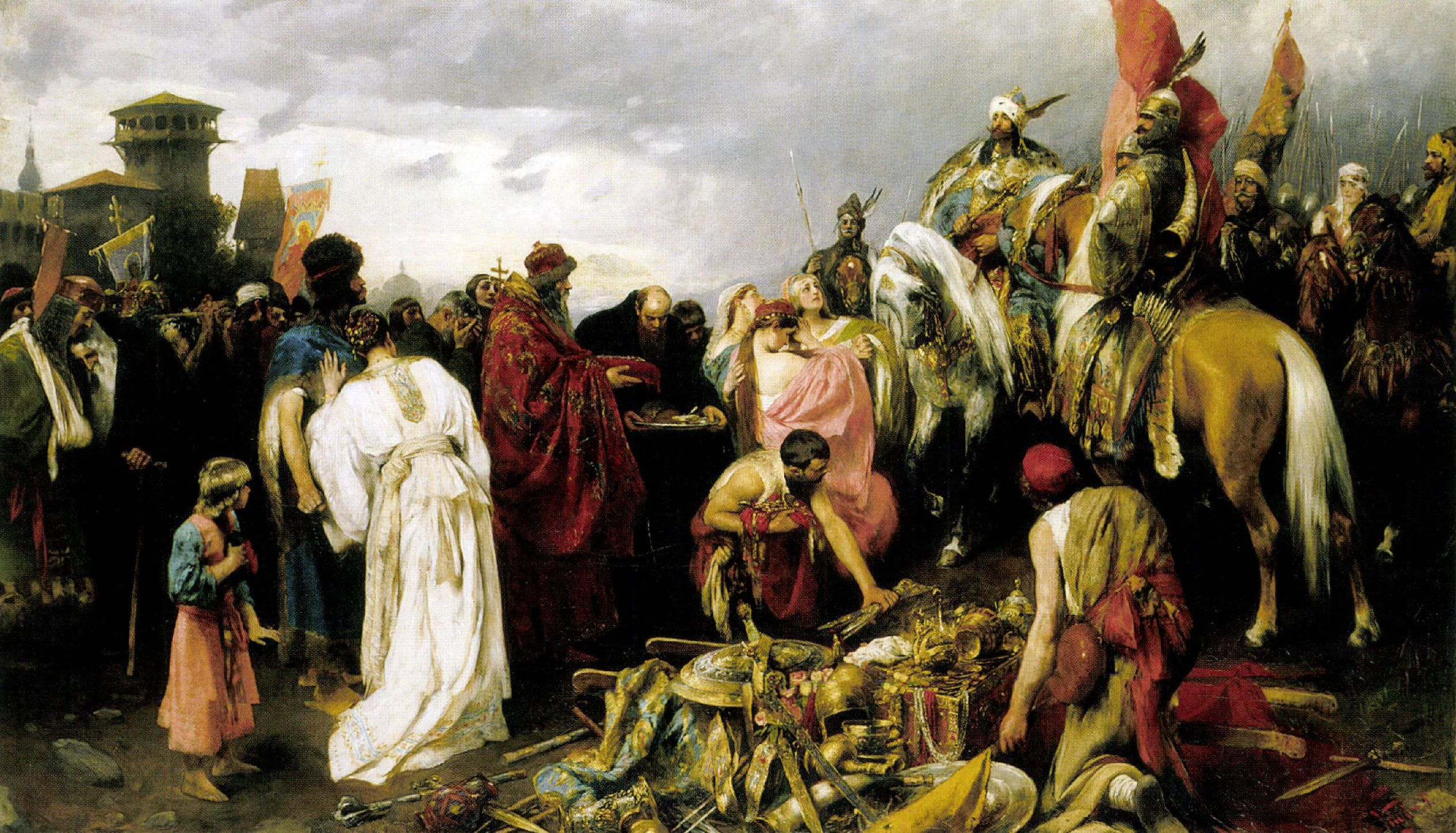
キエフのマジャル人 (パール・ヴァーゴー画, 1896年-1899年)

マジャル人に関する文献が登場するのは9世紀からである。811年、マジャル人は第一次ブルガリア帝国のクルムと同盟して東ローマ帝国のニケフォロス1世と戦っており、プリスカの戦いにも参加していた可能性がある。ゲオルギオス・ハマルトロスによれば、837年にもブルガリア帝国がマジャル人との同盟を試みている。コンスタンティノス7世の『帝国統治論』によれば、テオフォロス（在位:829年 - 842年）の時代、ハザールのカガンとベクが、マジャル人に対抗するためサルケル要塞を建ててもらえるよう東ローマ帝国に求めている。この記録から、当時のマジャル人はハザールの唯一にして最大の敵としてマジャル人が勃興したということがうかがえる。10世紀ペルシアの地理学者アフマド・イブン・ルスタは、ハザールがマジャール人などの攻撃に備えて防備を固めていたことに言及している。
860/1年、ケルソネソス・タウリカのハザールのカガンの元へ向かっていた聖キュリロスの使節団がマジャル人に襲われたが、暴力的な事態には至らず、この遭遇は平和的に終わったという。ムスリムの地理学者たちの記録によれば、マジャル人は恒常的に近隣の東スラヴ人を襲撃して奴隷とし、ケルチにおいて東ローマ帝国に売りさばいていた。862年には、東フランク王国でマジャル人の侵攻が報告されている。
881年、東フランク王国はマジャル人とカバール人の侵攻を受け、2度にわたり戦闘した。1度目はWenia（おそらくウィーン）でUngariと、2度目はCulmite（おそらく現在のオーストリアのクルンベルク）でCowariと戦ったと記録されている。892年、フルダ年代記によれば、東フランク王アルヌルフがモラヴィア王国に侵攻した際、マジャル人も彼に味方して出兵した。893年以降、マジャル人は東ローマ帝国の提供した船でドナウ川を渡り、3度にわたって（ドナウ川、シリストラ、プレスラフ）ブルガリア帝国を破った。894年、マジャル人は今度はモラヴィア王スヴァトプルク1世と組んでパンノニアに侵攻した。

### 「ハンガリー」征服後 (10世紀)

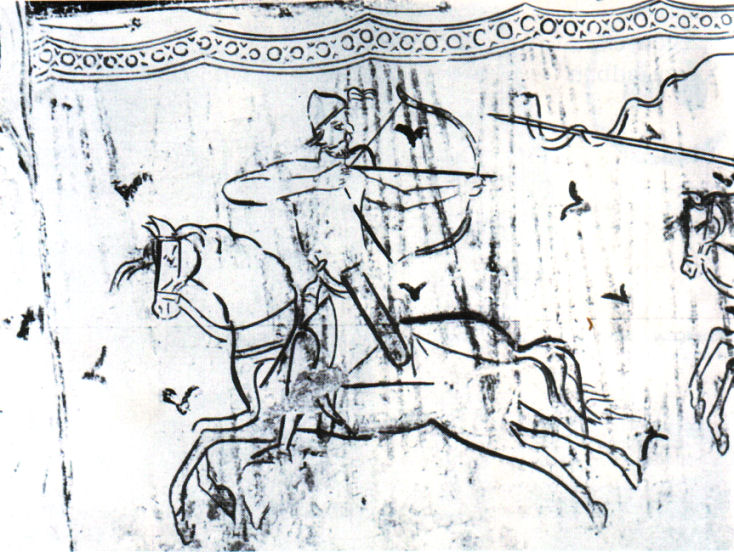
マジャル人戦士を描いたフレスコ画（イタリア）

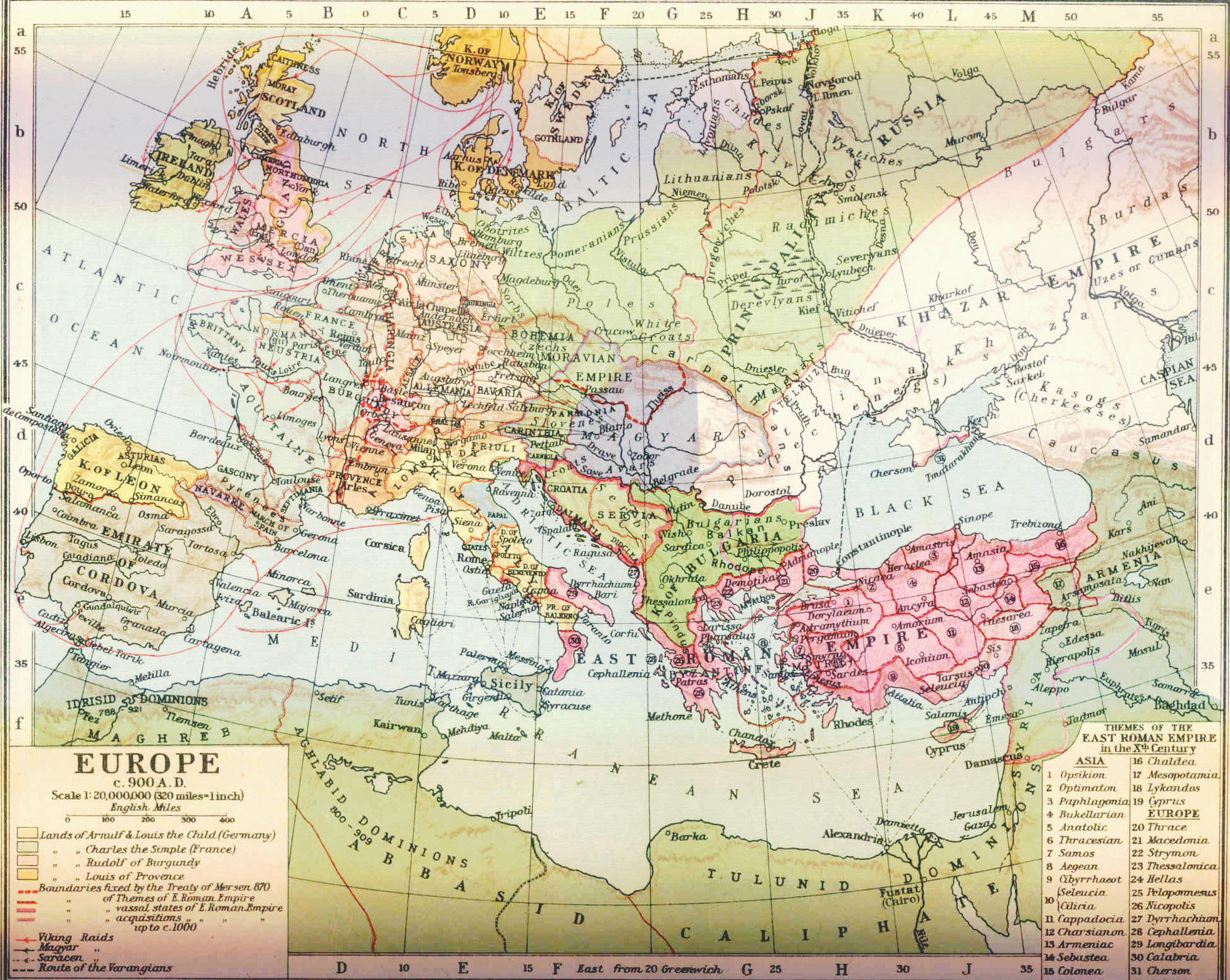
900年ごろのヨーロッパ

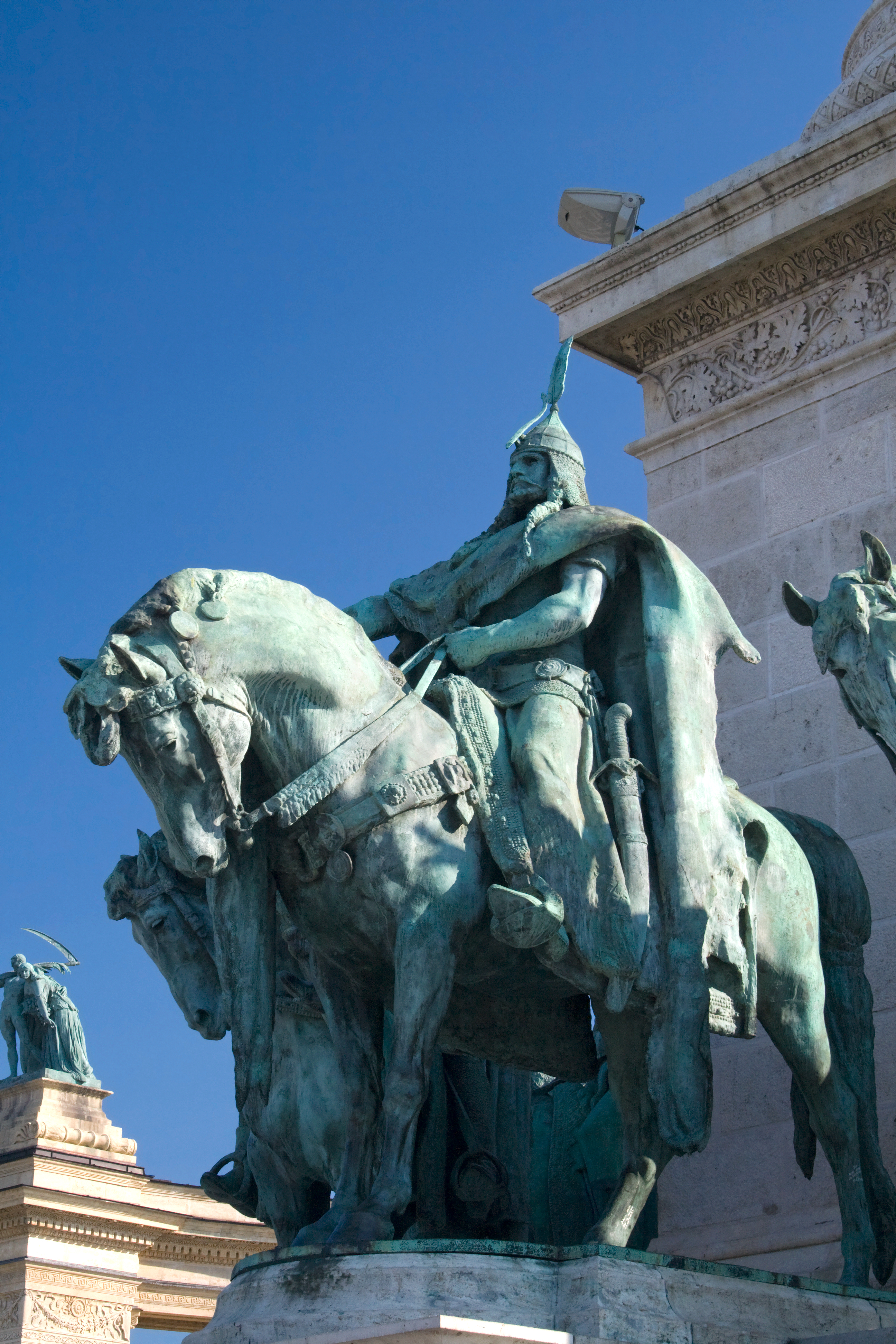
アールパード像（ブダペスト）

896年ごろ、おそらくアールパードに率いられ、マジャル人がカルパチア山脈を越えてカルパチア盆地に侵入した。
899年、マジャル人はブレンタ川の戦いでイタリア王ベレンガーリオ1世を破り、北イタリアに侵攻した。トレヴィーゾ、ヴィチェンツァ、ヴェローナ、ブレシア、ベルガモ、ミラノといった主だった都市は彼らに蹂躙された。その後マジャル人は東フランク王国に従属する低パンノニア公ブラスラフを破り、901年には再びイタリアに侵攻した。902年、マジャル人は北モラヴィアに侵攻し、モラヴィア王国を崩壊させた。900年以降、彼らは毎年のように西欧カトリック圏や東ローマ帝国に侵攻した。905年、ベレンガーリオ1世はマジャル人と友好条約（amicitia）を結び、以後15年間マジャル人がイタリアに侵入することはなかった。
907年から910年にかけて、マジャル人は少なくとも3度にわたりカロリング系帝国軍を撃破した。907年、東フランク王ルートヴィヒ4世とバイエルン辺境伯ルイトポルトらがパンノニア奪還を目指して侵攻してきたが、ブレザラウシュプルツの戦いでマジャル人に惨敗した。その結果、マジャル人は逆に大モラヴィアやドイツ、フランスにまで抵抗を受けず襲撃の手を伸ばすことが出来た。908年8月3日、マジャル人はアイゼナッハの戦いでテューリンゲン公国軍を撃破した。エギノ、ブルカルト両テューリンゲン公やヴュルツブルク司教ルドルフ1世らがこの戦いで戦死した。910年、マジャル人は第一次レヒフェルトの戦いで再びルートヴィヒ4世を破った。
915年には、小規模なマジャル人の一団がドイツを突き抜けてブレーメンにまで到達している。919年、ドイツ王コンラート1世が死去した後、マジャル人はザクセン、ロタリンギア、西フランクを蹂躙した。921年にはベレンガーリオ1世に雇われてその敵と戦い、922年にヴェローナを占領し、略奪した。パヴィーア司教ヨハネスはベレンガーリオ1世に降伏したが、2年後の924年にはマジャル人の襲撃を被っている。917年から925年にかけて、マジャル人はバーゼル、アルザス、ブルゴーニュ、プロヴァンス、ピレネーを襲撃している。
925年ごろ、ドゥクリャ司祭の年代記（12世紀後半）によれば、クロアチア王トミスラヴがマジャル人を戦闘で破ったという。ただし、この記録は他の文献で裏付けられる証拠がないため、信憑性に疑問が持たれている。
926年、マジャル人はシュヴァーベンとアルザスを掠奪し、現在のルクセンブルクにあたる地域や大西洋岸にまで達した。927年、教皇ヨハネス10世の兄弟のペトルスという人物が、マジャル人にイタリアを統治するよう求めた。マジャル人はローマまで進軍し、トスカーナとタレントで莫大な貢納を獲得した。933年、大規模なマジャル人の軍団が、停戦が失効したザクセンへ侵攻したが、リアデの戦いで東フランク王兼ザクセン公のハインリヒ1世に敗れた。それでもマジャル人の勢いは止まらず、935年には上ブルグントを、936年には再びザクセンを襲った。937年、彼らはフランスに侵攻し、ランス、ロタリンギア、シュヴァーベン、フランケン、ブルゴーニュ公国を襲い、さらにはイタリアに侵攻して南端のオトラントにまで達した。さらにブルガリアや東ローマ帝国に侵攻し、コンスタンティノープルの城壁に達した。東ローマ帝国は15年にわたりマジャル人に「税」を収めることになった。938年、マジャル人は立て続けにザクセンに侵攻した。940年にはローマ周辺を荒らした。942年、アンダルスの歴史家イブン・ハイヤーンによれば、マジャル人はイベリア半島に侵攻してカタルーニャを荒らした（マジャル人のイベリア侵攻）。947年、ブルチュー・ハルカ率いるマジャル人がイタリアに侵攻し、プッリャまで至った。イタリア王ベレンガーリオ2世は、莫大な貢納金を積んで和を結ばざるを得なかった。
955年、マジャル人はアウクスブルクの南で東フランク王オットー1世と衝突した。この第二次レヒフェルトの戦いで、マジャル人は5000人の戦士を失う決定的敗北を喫し、彼らの西欧への侵攻は終わりを告げた。ただ、東ローマ帝国への侵攻は970年まで続いた。
全体として、マジャル人はヨーロッパ各地へ45回(ナジ・カールマーンの計算)もしくは47回(サバドシュ・ジェルジの計算)もの遠征を行った。そのうち実に8割を超える37回が成功といえる結果を残しており、失敗したのはわずか8回(901年、913年、933年、943年、948年、951年、955年、970年)だった。

## マジャル人の遠征年表

### 「ハンガリー」征服以前
- 839年 – カルパチア山脈より東方のエテルケズに住んでいたマジャル人が、第一次ブルガリア帝国の要請を受け下ドナウ東ローマ帝国の反乱軍と戦う[25]。
- 861年 – 聖キュリロスがクリミアで「狼のように叫ぶ」マジャル人に襲われるが、彼が祈っているのを見て平和的になり、事なきを得る[26]。
- 862年 – 最初のカルパチア盆地侵攻。モラヴィア王ラスチスラフの要請を受け、東フランク王国と戦う[26]。
- 870年ごろ – 東方のスラヴ人部族を攻撃し、貢納を強いるとともに多数のスラヴ人を連れ去り、クリミアのケルチにおいて奴隷として東ローマ帝国に売り飛ばす[27]。
- 881年 – モラヴィアに協力し、2度にわたりドイツ人と戦う[26]。
- 882年 – マジャル人の「王」が下ドナウで聖キュリロス・聖メトディオスと会見し、議論を交わす[28]。
- 892年 – 東フランク王アルヌルフと同盟し、モラヴィア王国を攻撃[29]。
- 894年
  - モラヴィア王スヴァトプルク1世と同盟し、東フランク領パンノニアを攻撃。スヴァトプルク1世は戦争中に死去[30]。
  - ブルガリア帝国のシメオン1世に攻められている東ローマ帝国と結び、リウンティカに率いられてブルガリア帝国を3度にわたって破り(ドナウ川、シリストラ、プレスラフ）[6]、シメオン1世をシリストラに引き返させる[31]。
- 895年 – ブルガリアとペチェネグの挟撃を受け、西方に逃れてカルパチア盆地へ侵入、ドナウ川以東を征服。ブルガリアを南トランシルヴァニアおよびティサーンドゥールで破り、その勢力をカルパチア盆地から駆逐する（マジャル人のカルパチア盆地征服）[32]。

### 「ハンガリー」征服以降
- 899年 – イタリア王国に侵攻し、9月23日にブレンタ川の戦いでベレンガーリオ1世を破る。モデナを焼いてヴェネツィアを攻撃した末、ベレンガーリオ1世からの貢納を取り付ける[33]。
- 900年 – 東フランク王国に同盟を申し込んだが拒否されたため、パンノニアを征服。現在のハンガリーにあたる地域の征服完了[34]。
- 901年
  - ケルンテンと北イタリアを攻撃。
  - 4月11/18日 – リュブリャナの戦いでケルンテン辺境伯ラトルドに敗北[35]。
- 902年 – モラヴィア王国東部を征服、カルパチア盆地征服の完了。より西方や東方のスラヴ人がマジャル人に貢納するようになる[36]。
- 903年 – バイエルンに侵攻するも、フィシャ川付近で敗北[36]。
- 904年
  - 首長（ケンデ、ジュラ、ハルカ）のクルシャーンがバイエルン人の宴に招かれ、だまし討ちで殺害される[36]。
  - 初夏 – ロンバルディアに侵攻[36]。
- 905年
  - 初夏 - イタリア王ベレンガーリオ1世と同盟し、イタリア王位を要求していたプロヴァンス王ルイ3世を破る。ルイ3世はベレンガーリオ1世によって目を潰される[37]。
- 906年 – ザクセン人に脅かされていたスラヴ人ダラマンツィ族の求めに応じ、ザクセンを立て続けに攻撃し、これを荒廃させる[37]。
- 907年
  - 7月4–6日 – ハンガリーに侵攻してきたバイエルン辺境伯ルイトポルト率いる東フランク軍を、ブレザラウシュプルツの戦いで壊滅させる。ルイトポルト、ザルツブルク大司教テオトマール1世をはじめ、19人の伯、2人の司教、3人の修道院長らが戦死した[36]。これはマジャル人によるハンガリー征服の完成も見なされている[38]。
  - 7-8月 – バイエルンを襲い、徹底的に破壊する。多くの都市を占領し、帰路でもレンゲンフェルトでバイエルン軍を破る。これ以降、エンス川が東フランクとマジャル人の境となる[39]。
- 908年 – テューリンゲンとザクセンを攻撃。8月3日にアイゼナッハの戦いでテューリンゲン公ブルハルトを破る。ブルハルト、エギノ、ヴュルツブルク司教ルドルフ1世らが戦死[40]。
- 909年
  - 春 – バイエルンとシュヴァーベンを掠奪。
  - 8月4日 – バイエルン・フライジングの2つの教会を焼く。
  - 8月11日 – 帰還中にポッキングの戦いでバイエルン公アルヌルフに敗れる[40]。
- 910年
  - 6月12日 – 第一次レヒフェルトの戦いで、東フランク王軍を破る。アレマン伯ゴツベルトやマナゴルトが戦死。
  - 6月22日 – 10日前の勝利の余勢を駆ってフランケンに侵入し、レドニッツの戦いでフランケン・ロタリンギア・バイエルン連合軍を破る。ロタリンギア公ゲプハルト、ラーデンガウ伯リウトゲルらが戦死。戦後、東フランク王ルートヴィヒ4世はマジャル人に貢納し和を結ぶ。
  - ハンガリーに帰る途中でレーゲンスブルク近郊を襲い、アルタイフとオステルホーフェンを掠奪する。一部の小部隊がノイヒンクでバイエルン公アルヌルフに敗れる[41]。
- 911年 – バイエルンを通過してシュヴァーベンとフランケンを襲撃し、マインフェルトから年までを掠奪する。その後ライン川を渡り、初めてブルゴーニュに到達[42]。
- 912年 – 新たに東フランク王に即位したコンラート1世に貢納を強いるため、フランケンとテューリンゲンを攻撃[42]。
- 913年 – バイエルン、シュヴァーベン、北ブルゴーニュを掠奪するが、イン川の戦いでバイエルン公アルヌルフ、シュヴァーベン公エルハンガー、ウダルリッヒ公、ベルフトルト公の連合軍に敗れる[43]。
- 914年 – コンラート1世に公位を追われたバイエルン公アルヌルフとその家族を受け入れ、彼の復位を支援することを約束[44]。
- 915年 – シュヴァーベンとフランケンを荒廃させる。フルダ修道院の襲撃には失敗したが、コルヴァイ修道院を焼き、ヘルツフェルトの聖イダ修道院を掠奪する。その後ザクセンに入ってファルンを掠奪し、ブレーメンを焼き、エレスブルクでザクセン軍を破り、デンマーク国境まで至る[44]。
- 916 – アルヌルフの公位奪回を支援するためバイエルンに侵攻するが失敗[44]。
- 917
  - 1月21日 – バーゼルを襲撃、これを焼き払い、アルザス公国へ侵攻。2月にはロタリンギアに入り、ヴェルダンを破壊し、モワンムティエ、サン＝ディエ＝デ＝ヴォージュの諸修道院、ルミルモン修道院を焼く。
  - コンラート1世の軍をバイエルンから追い出し、アルヌルフをバイエルン公に復位させることに成功。これ以降、アルヌルフとシュヴァーベン公ブルハルト2世は、マジャル人に貢納する忠実な同盟者となる[45]。
  - ブルガリア皇帝シメオン1世と結び、アケオロスの戦いで東ローマ帝国軍を破る[46]。
- 919年- 920年
  - ハインリヒ1世が東フランク王となったのを受けてドイツに侵攻し、ピュヘンの戦いで彼を破る。その後西方に向かい、ロタリンギアとフランスに侵攻。西フランク王シャルル3世は十分な規模の防衛軍を招集できずに撤退し、国土を掠奪されるままに任せた[46]。920年初頭には進路を変えてブルゴーニュを抜け、ロンバルディアに入る。ここでブルグント王ルドルフ2世を破り、同盟者のイタリア王ベレンガーリオ1世を救う。その後はルドルフ2世の味方と見なしたベルガモ、ピアチェンツァ、ノガーラなどの諸都市を襲撃する[46][47]。
- 921年 - 922年
  - ドゥルシャツとボガートに率いられ、北イタリアに侵攻。ブレシアからヴェローナに至る地域とルドルフ2世を支援する勢力を壊滅させ、宮中伯オデルリクを殺害し、ベルガモ伯ギスレベルトを捕虜とする。南イタリアで越冬し、922年1月にローマからナポリの間の地域を掠奪する。2月4日には東ローマ帝国領のプッリャを攻撃する[48]。
- 924年
  - イタリア及び南フランスでの活動
    - 春 – ルドルフ2世がパヴィーアでイタリア王に選出され、ベレンガーリオ1世がマジャル人に助けを求めたのを受けて、サラールドに率いられてパヴィーアとティチーノ川のガレー船団を焼き払う。
    - 4月7日 – ベレンガーリオ1世が暗殺されたのを受け、ブルグント王国へ移動。アルプス山脈を越えさせまいとするルドルフ2世とプロヴァンス公ウーゴの攻撃を振り払い、ニーム近郊を攻撃。しかし疫病が流行りだしたため、ハンガリーに引き返す[49]。

  - ザクセンでの活動
    - 上記と別の集団がザクセンに侵攻。東フランク王ハインリヒ1世はヴェルナ城に逃げ込むが、たまたまあるマジャル人貴族がドイツ人に殺害されたのを機にマジャル人と交渉し、貢納と引き換えに和を結ぶ[50]。
- 926年
  - 5月1–8日 – イタリア王となったウーゴの同盟者としてシュヴァーベンに侵攻し、アウクスブルクを包囲[51]、ザンクト・ガレン修道院を占領する。ここを拠点に小規模な部隊が周辺地域を襲撃し、付近の森に隠棲していた聖ヴィボラダが犠牲となる。
  - 5月8日以降 – コンスタンツを包囲し、近郊を焼き払ったのち、西方のシャフハウゼンやバーゼルへ向かう。その中の一部隊がライン川の河畔のセッキンゲンで地元民に撃退されるが、他の舞台はライン川を渡り、船を鹵獲してアルザスに侵攻し、アルザス公リウトフレドを破る。その後はライン川を下って北上し、ヴォンク周辺を掠奪する。大西洋に到達した後は、ランスを経由してハンガリーに帰還する。その途中でバイエルンに立ち寄り、アルヌルフとの同盟関係を更新する。
  - 7月29日 – オーバーキルヘンを破壊する[52]。
- 927年 – イタリア王ウーゴの求めに応じてローマに侵攻し、教皇ヨハネス10世を打倒。その間にトスカーナやプッリャを掠奪し、オーリアとターラントを占領した.[53]。
- 931年 – ピアチェンツァを焼く[54]。
- 933年
  - 3月初頭 – 東フランク王ハインリヒ1世が貢納を停止しため、ザクセンに侵攻。スラヴのダマランツィ人の領域から侵入したのち二手に分かれたが、西側からザクセン侵入を試みた部隊はザクセン・テューリンゲン連合軍にゴータ付近で敗北する。
  - 3月15日 – 残る一隊がメルゼブルクを包囲するが、リアデの戦いで東フランク軍に敗れる[54]
- 934年
  - 西欧方面
    - メス (フランス)メスとロタリンギアを掠奪[55]。

  - バルカン半島方面
    - ペチェネグ人との戦争が勃発するが、ブルガリア人がマジャル人の領域を侵すためにW.l.n.d.rという大都市 (おそらくベオグラード)に集結しているという報を受けてペチェネグ人と和平、逆に連合してこの街を攻撃することにする。
    - 4月 – マジャル・ペチェネグ連合軍がW.l.n.d.rの戦いでブルガリア・東ローマ連合軍をに大勝したのち、この街を3日にわたり掠奪する。.
    - 5月–6月 – ペチェネグ人とともにトラキアを掠奪し大勢の捕虜を捕らえながら南下、コンスタンティノープルの城壁外に40日にわたり居座る。最終的に東ローマ帝国は捕虜の身代金を払い、貢納することを約束して輪を結んだ[56]
- 935年 – アキテーヌとブールジュを襲い、ブルゴーニュと北リイタアを経由して帰還する。その間にブレシアを掠奪している[55]。

### オットー1世の登場
- 936年 - 937年
  - 936年末 – 新たな東フランク王オットー1世が即位したのに伴い、貢納を強いるためにシュヴァーベンとフランケンをに侵攻、フルダ修道院を焼く。その後ザクセンに侵入するが、オットー1世に撃退され、西方へ針路を変える。
  - 937年2月21日 – ロタリンギアに入り、ヴォルムスでライン川を渡り、ナミュールに向かう
  - 聖バソルス修道院からヴェルジーに至る地域を占領し、ここを拠点として周辺の修道院を掠奪する。
  - 3月24日 – サンスに至り、聖ペテロ修道院を焼く。
  - オルレアンでエベス・ド・デオル率いるフランス軍を破る。その後ロワール川に沿ってフランス中部を荒らし、大西洋に至ったのちはブルゴーニュへ向かい、ブールジュ近郊を掠奪する。
  - 7月11日以降 – ディジョンからブルゴーニュに入り、ルクソール修道院を掠奪。そこからローヌ川の渓谷に沿って蹂躙しながら南下し、トゥールニュを焼き、聖デイコルス修道院と聖マルケル修道院を占領するが、聖アッポリナリス修道院は奪えなかった。
  - 8月 – 東進してロンバルディアに入る。ここでイタリア王ウーゴの要請を受け南イタリアに侵攻し、東ローマ帝国領を荒らす。カプア近郊を掠奪し、ガリアーノの牧草地に本営を置いて、ナポリ、ベネヴェント、サルノ、ノーラ、モンテ・カッシーノに小遠征隊を派遣して掠奪する。特にモンテ・カッシーノを襲った際の戦果が大きく、捕虜の身代金として2000ヒュペルピュロンもの金貨を得た[57]。
  - 秋 – ハンガリーへ帰る途中、ある一部隊がアペニン山脈中で地元民の奇襲を受け、戦利品を奪われる[57]。
- 938年
  - 7月末 – テューリンゲンとザクセンを攻撃し、ハルツ山地北方のボーデに拠点を置き、各方面に小遠征隊を派遣する。うち一部隊はヴォルフェンビュッテルで東フランク軍に敗れ、指揮官を失った。他のある部隊はスラヴ人案内者の誤りによってドレーミングの沼沢地帯に迷い込み、Belxaでドイツ人の奇襲を受け惨敗する。この部隊の指揮官は捕虜となり、身代金が支払われた。
  - 8月31日以降 –  敗報を受けたマジャル人本軍は、ボーデ川の駐屯地からハンガリーへ撤退する[58]。
- 940年4月 – イタリア王ユーグを助けてローマ貴族を破るが、その後ランゴバルド人に敗れる.[58]。
- 942年
  - 春 – イタリアに侵攻した際、イタリア王ユーグから10ブッシェルの金を与えられ、彼の求めに応じてイベリア半島の後ウマイヤ朝を攻撃する。
  - 6月中旬 – カタルーニャを掠奪し、後ウマイヤ朝の北部領土に侵攻する。
  - 6月23日 – レリダを8日間包囲した後、サルダーニャとウエスカを攻撃する。
  - 6月26日 – バルバストロ太守ヤフヤー・ムハンマド・イブン・アッ＝タウィルを捕らえ、33日後に身代金を手に入れて解放する。
  - 7月 – 荒野地帯で水と食料が尽きたため、イタリア人案内人を殺害して帰路に就く。5人のマジャル人戦士が後ウマイヤ朝の捕虜となり、カリフの近衛となる[59]。
- 943年
  - バルカン半島方面
    - ルーシ人と同盟して東ローマ帝国を攻める。皇帝ロマノス1世レカペノスは金で和平を結び、毎年貢納することを約束した[60]。

  - バイエルン方面
    - バイエルンに侵攻するも、ヴェルスの戦いでバイエルン公ベルトルトとカランタニア人の連合軍に敗れる[60]。
- 947年 – タクソニに率いられ、イタリアに侵攻して半島の東岸を南下。ラリーノを包囲し、オトラントまで達し、3か月にわたりプッリャを荒らしまわった[61]。
- 948年 – 2つの部隊に分かれてバイエルンとケルンテンを攻撃するが、ノルドガウのフロッツンでバイエルン公ハインリヒ1世に敗れる[62]。
- 949年8月9日 – ラーでバイエルン軍を破る[62][63]。
- 950年 – バイエルン公ハインリヒ1世がハンガリー西部に侵攻し、捕虜をとり掠奪する[62]。
- 951年
  - 春 – ロンバルディアを通過し、アキテーヌを攻撃する。
  - 11月20日 – ハンガリーに帰還しようとしたところで、イタリア王国を征服してきたオットー1世の東フランク軍に遭遇し、敗れる[62]。
- 954年
  - 2月 – オットー1世の息子のシュヴァーベン大公リウドルフが父親に反乱を起こしたのを受け、リウドルフと同盟。ブルチューに率いられ、オットー1世に味方するバイエルン、シュヴァーベン、フランケンの各地を襲撃する。
  - 3月1日 – ライン川を渡り、リウドルフの弟で反乱軍側に立つロタリンギア公コンラートの首都であるヴォルムスに駐屯する。
  - 3月19日　– 西方へ進撃し、コンラートの敵のケルン大司教ブルーノとラゲナリウス伯を攻撃する。その後、モーゼル川とマース川を渡る[64][65]。
  - エスベイとカルボナリア（ともに現ベルギー）を掠奪、さらにエノーの聖ランベルト修道院を掠奪して焼き、モールセル修道院を掠奪し、ジャンブルー市とトゥルネー市を攻略する。
  - 4月2日 – ロッブ修道院を攻撃するが、修道士に撃退される。その後聖パウロ修道院に矛先を変えてこれを焼き、宝物を奪う。
  - 4月6–10日 – カンブレーを包囲し、周辺を焼くが、攻略には失敗。攻城戦中にブルチューの親族の一人が戦死。防衛側が彼の遺体の返還を拒んだため、マジャル軍は報復として捕虜を全員処刑し、近くの聖ジェリー修道院を焼く。
  - 4月6日以降 – 国境を越えてフランスに侵入し、ラン、ランス、シャロン、メス、ゴルズを焼く。その後、ブルゴーニュと北イタリアを経由してハンガリーに帰還[66]。
  - プロヴァンスにおけるムスリムの飛び地フラクシネトゥムを攻撃。両者が争っているところにブルグント王コンラートが不意打ちを仕掛け、両者を破る[67]。
- 955年
  - 7月中旬 – バイエルンとザクセンの反乱軍の要請を受け、ブルチュー、レヘル、スル、タクソニといった指揮官たちに率いられドイツに侵攻。バイエルンを掠奪し、シュヴァーベンに入って多くの修道院を焼き払う。
  - 8月初旬 – アウクスブルクの包囲を開始。
  - 8月10日 – 第二次レヒフェルトの戦いでマジャル人に敗北、アウクスブルクから撤退。ただし東フランク側も、ロタリンギア公コンラート、伯のディートパルト、アールガウ伯ウルリッヒ、バイエルンの伯ベルトルトが戦死するなど多大な損害を受けた[68]。
  - 8月10-11日 – 司令官のブルチュー、レヘル、スルが東フランク軍に捕らえられ、他多くの兵が敗走中に討たれる。
  - 8月15日 – ブルチュー、レヘル、スルがレーゲンスブルクで絞首される[69]。これをもって、マジャル人の西方遠征は終結する。

### 最後の南方侵略
- 957年 –  東ローマ帝国が貢納を停止。
- 959年4-5月 –  アポルに率いられ、東ローマ帝国を攻撃。各地を掠奪しながらコンスタンティノープルに至る。しかし帰路で東ローマ軍の夜襲を受け敗北[70]。
- 961年 – トラキアとマケドニアを攻めるが、東ローマ軍の夜襲に敗れる[70]。
- 966年 – 第一次ブルガリア帝国を攻め、ペタル1世に東ローマ帝国までの通過を認めさせる[71]。
- 968年 – 2手に分かれて東ローマ帝国に侵攻。一隊（300人）はテッサロニキ周辺で500人のギリシア人捕虜を獲得してハンガリーに帰還。もう一隊（200人）は東ローマ軍の奇襲を受けて敗れる。40人が捕虜となり、皇帝ニケフォロス2世フォカスの親衛隊とされる[72]。
- 970年 – キエフ大公スヴャトスラフ1世を支援して東ローマ帝国を攻撃するが、アルカディオポリスの戦いで東ローマ軍に敗北[73]マジャル人の侵略の終結。

## 戦術

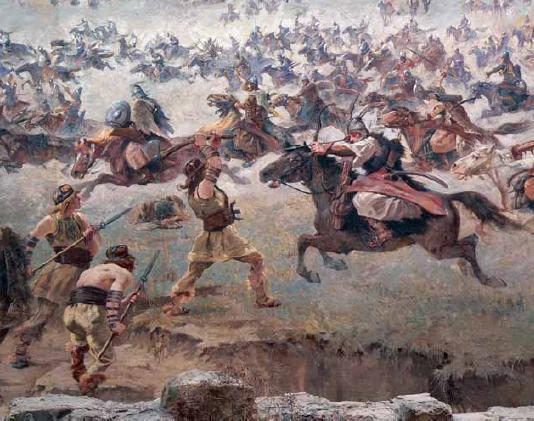
マジャル人戦士

マジャル人軍団のほとんどは軽騎兵で、高い機動性を誇った。彼らは前触れなしに襲い掛かり、地方を迅速に略奪し、敵の反撃が組織される前に撤退した。敵軍との戦闘に持ち込まれた場合は、マジャル人はまず矢を放って敵を威嚇するとすぐさま撤退した。敵がこの誘いに乗って戦列を崩し追撃してきたところで反撃に転じ、敵を壊滅させた。この偽装退却戦術は遊牧民などに広くみられる戦法で、他の時代にもヨーロッパ人はパルティアやモンゴル帝国などの偽装退却戦術に苦しめられている。

## その後
マジャル人は、定住する地を求めて中欧に侵攻した最後の人々だった。955年のレヒフェルトの戦いをもって、90年に及んだマジャル人の西欧侵攻が終結するとともに、彼らの生き残りはカルパチア盆地に落ち着いてハンガリー王国を建国する元となった。これ以降、マジャル人は西欧の封建体制や重騎兵中心の軍制、キリスト教などを受容していった。